# NGC 2623
NGC 2623 é uma galáxia espiral (Sb/P) localizada na direcção da constelação de Cancer. Possui uma declinação de +25° 45' 17" e uma ascensão recta de 8 horas, 38 minutos e 24,1 segundos.
A galáxia NGC 2623 foi descoberta em 19 de Janeiro de 1885 por Édouard Jean-Marie Stephan.